# Hans Hartmann-McLean

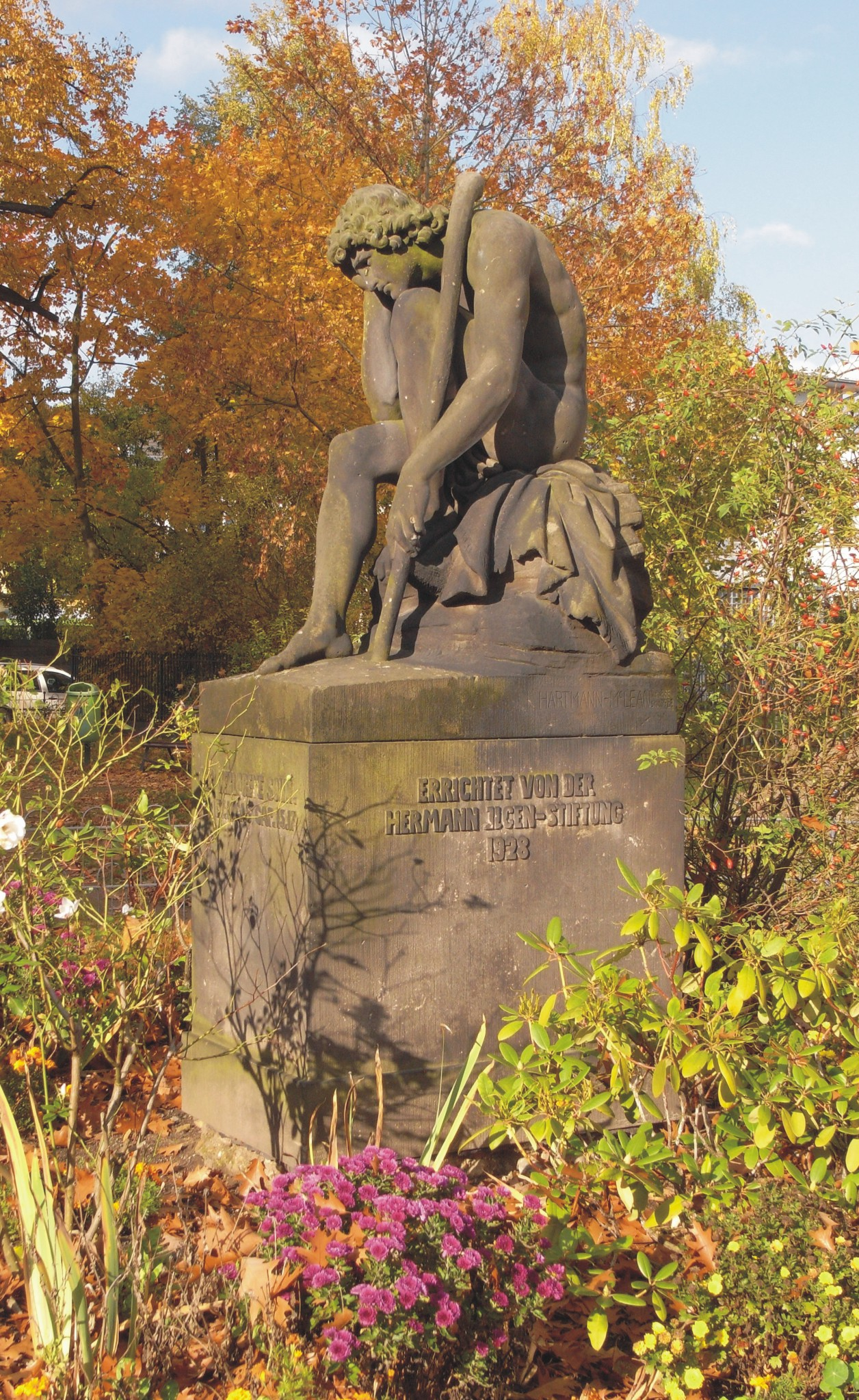
Hartmann-McLeans „Der verlorene Sohn“ (1928) gegenüber der Blasewitzer Heilig-Geist-Kirche, finanziert von der Hermann-Ilgen-Stiftung

Hans Hartmann-McLean, eigentlich Hans Rudolf Hartmann, (* 20. Mai 1862 in Dresden; † 28. Dezember 1946 ebenda) war ein deutscher Bildhauer, Medailleur und Hochschullehrer.

## Leben
Hartmann-McLean besuchte die Dresdner Annenschule und studierte von 1879 bis 1885 an der Dresdner Kunstakademie. Zu seinen Lehrern gehörte der Bildhauer Johannes Schilling, in dessen Atelier Hartmann-McLean von 1881 bis 1885 arbeitete. Von 1885 bis 1887 unternahm er eine Studienreise nach Italien mit einem Reisestipendium der Akademie und blieb einige Zeit in Rom. Im Jahr 1900 wurde Hartmann-McLean Dozent an der Kunstakademie und später Professor. Ebenfalls im Jahr 1900 erfolgte die Ernennung zum Ehrenmitglied der Dresdner Kunstakademie.
Hartmann-McLean starb Ende 1946 im Alter von 84 Jahren in Dresden. Sein Grab befindet sich auf dem Trinitatisfriedhof.

## Werke

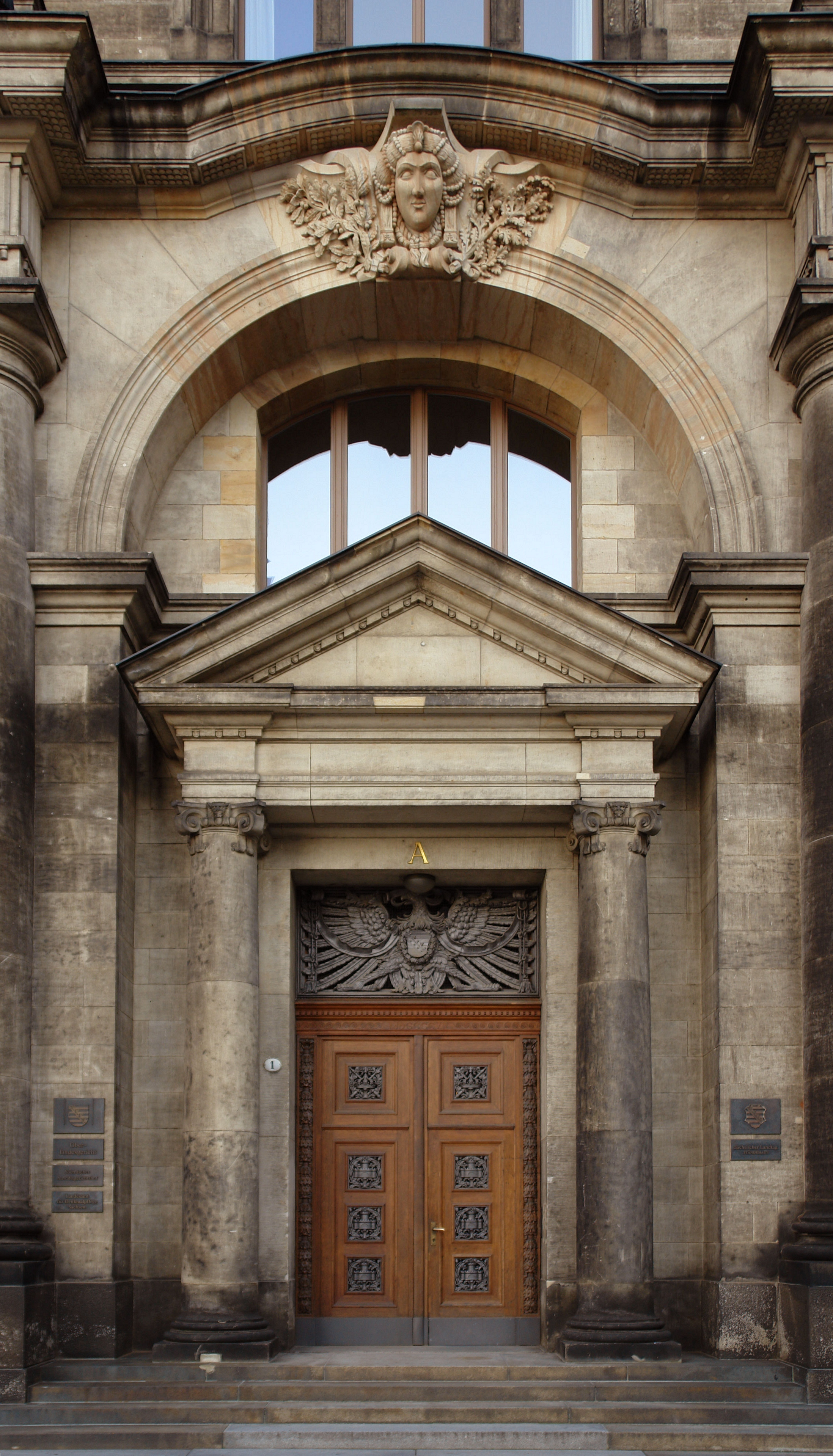
Portalschmuck von Hans Hartmann-McLean am Sächsischen Ständehaus

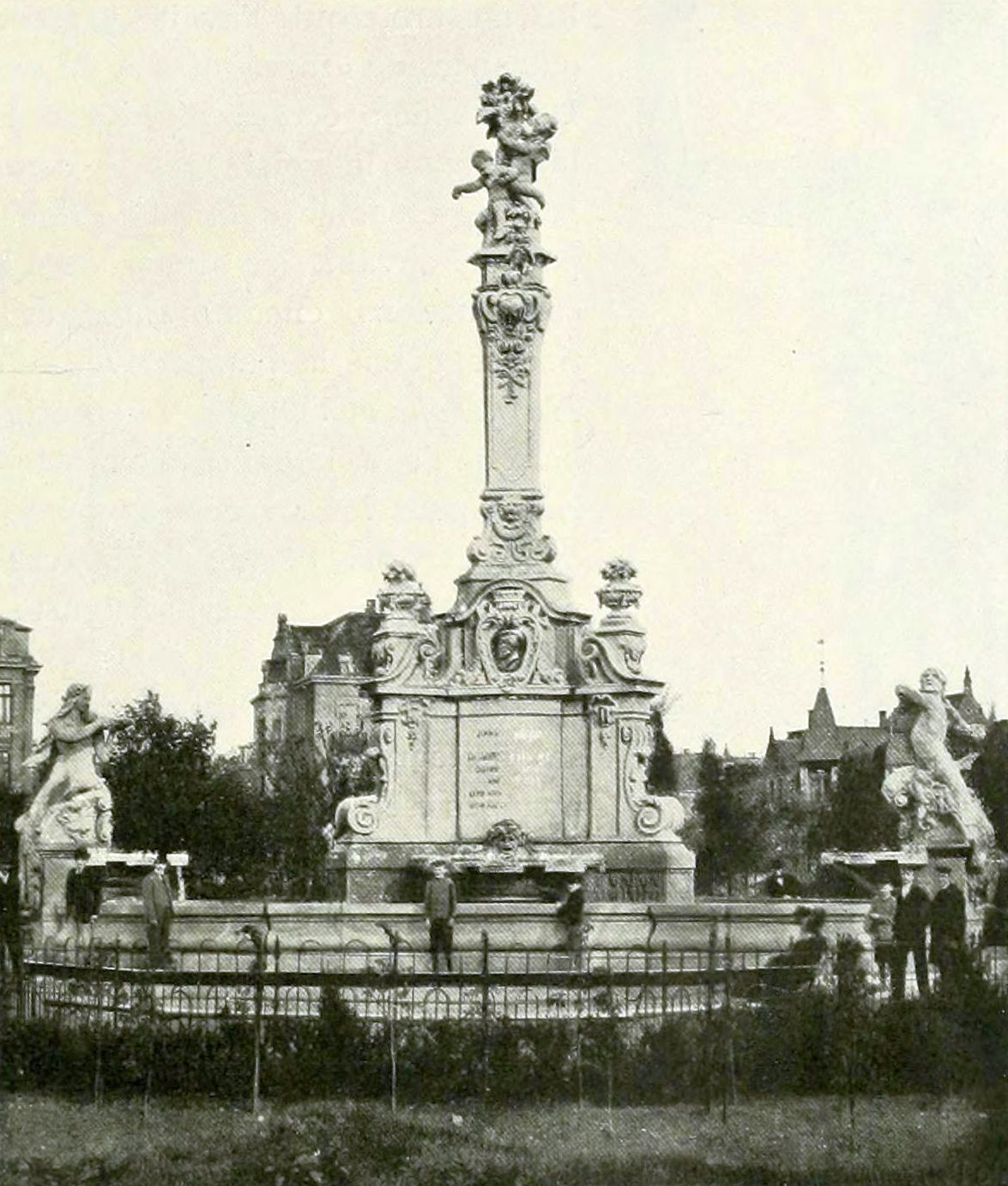
Stübelbrunnen Dresden

- 1885: Marmorskulptur „Der verlorene Sohn“ vor der Villa Ilgen (verschollen)
- 1892: Gipsrelief mit einer Szene der Einsetzung des heiligen Abendmahls in der Annenkirche in Dresden (nach 1945 in die Wichernkapelle in Radebeul-Lindenau versetzt)[3]
- 1894: neugotischer Altar des Freiberger Doms
- 1894: bildnerischer Schmuck an der Nordfassade des Dresdner Kunstakademiegebäudes, unter anderem die Figurengruppe „Himmel und Hölle“; erhalten sind die Zwickelfiguren „Erde und Meer“ sowie die Puttengruppe „Gewand- und Tierstudium“
- 1897: überlebensgroßes Standbild der „Dresda“ mit Porträtmedaillon der Königin Carola auf der Dresdner Carolabrücke (nicht erhalten)
- 1897: Giebelfiguren am Geschäftshaus Kaiserpalast in Dresden
- 1900: Hauptportal und Orgelempore der Kreuzkirche in Dresden
- 1901: Brunnenfigur des Stübelbrunnens am Stübelplatz in Dresden (nicht erhalten)
- 1901: Bronzetafeln für das Hauptportal (Festtür) der Jakobikirche in Dresden
- um 1905: drei Kanzelreliefs in der Lutherkirche in Zwickau
- 1906(?): Engelskulptur am Grabmal der Familie von Bose auf dem Friedhof Ohlsdorf in Hamburg
- 1907: Hauptportalschmuck des Sächsischen Ständehauses in Dresden
- 1908: Märchenbrunnen in Augustusburg (unter Denkmalschutz)
- 1928: Sandsteinskulptur „Der verlorene Sohn“ vor der Heilig-Geist-Kirche in Dresden[4][5]